# Dour
Dour (en picard  Doû) és un municipi belga de la província d'Hainaut a la regió valona, a l'extremitat del Silló Sambre-Mosa. Està compost per les viles de Dour, Blaugies, Élouges i Wihéries. L'1 de gener del 2024 tenia 16.555 habitants.